# Emil Rieck

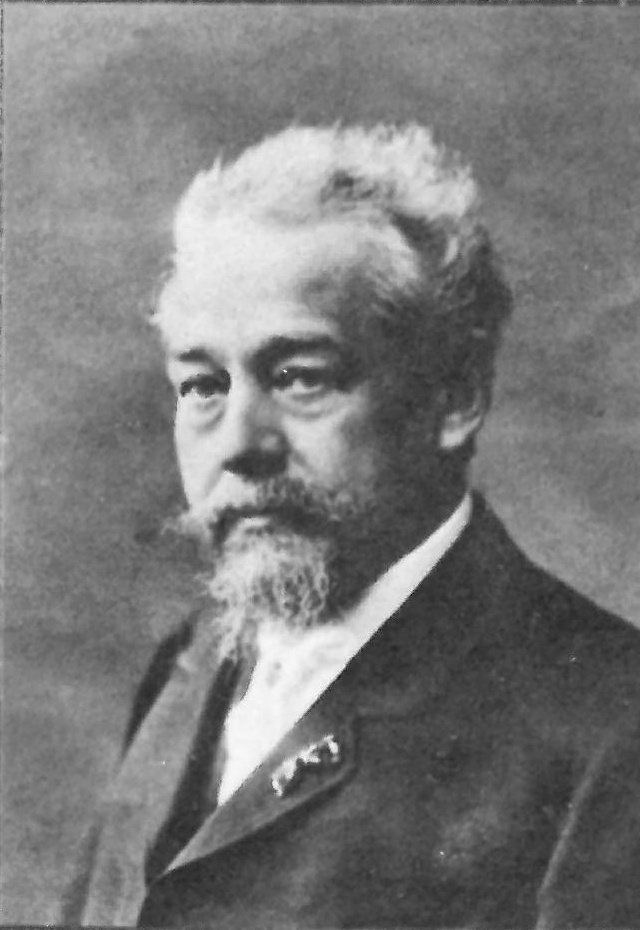
Emil Rieck, um 1909

Emil Rieck (* 24. April 1852 in Hamburg; † 11. November 1939 in Moritzburg) war ein deutscher Landschafts-, Genre- und Theatermaler.

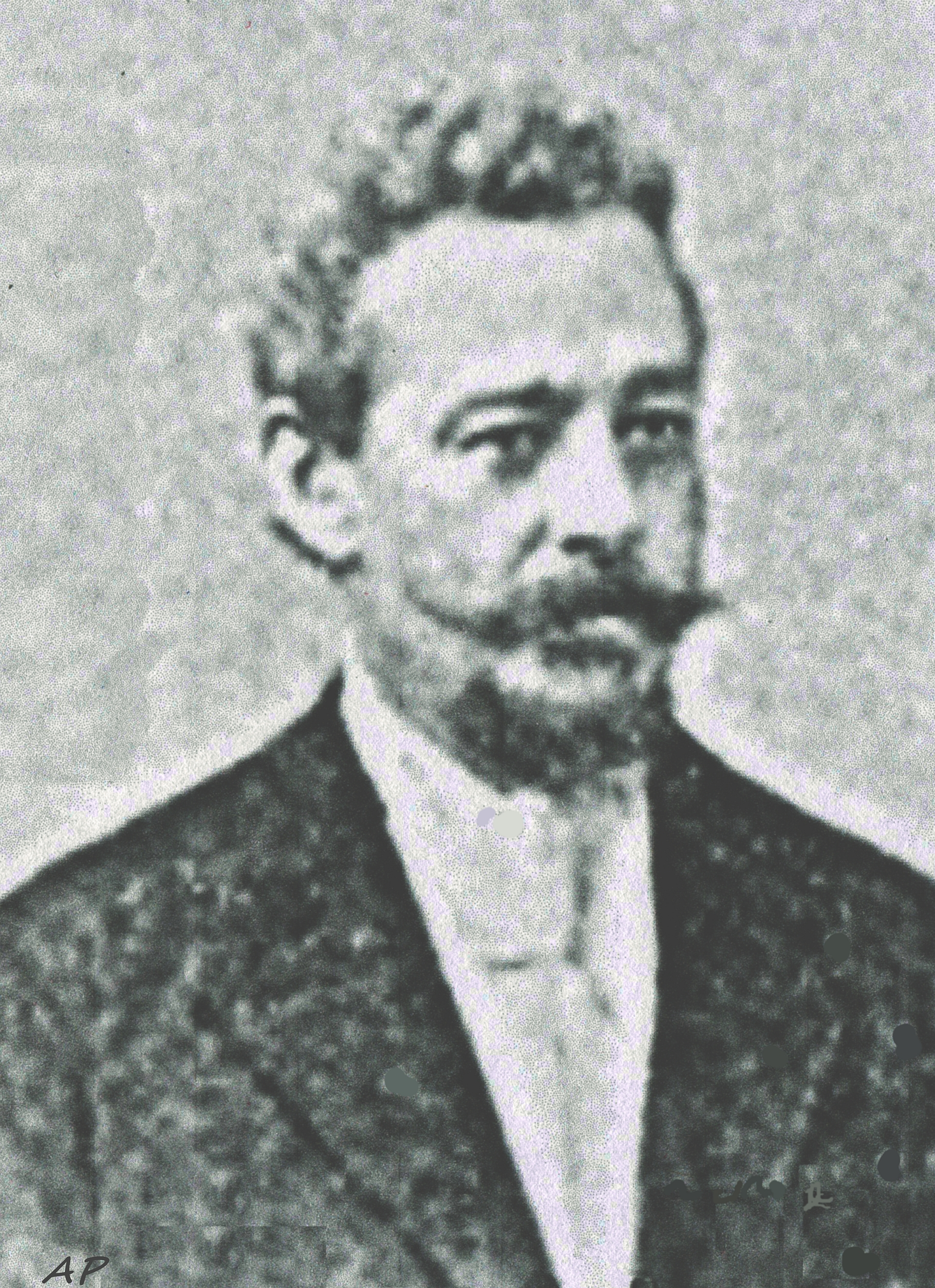
Emil Rieck um 1892

## Leben
Emil Rieck war zunächst Hilfsmaler am Stadttheater in Hamburg. Als 17-Jähriger bewarb sich der junge Rieck am Dresdner Schauspielhaus, an dem er im Sommer 1869 eine Anstellung als Hilfsmaler bekam. Sein Lehrmeister war der dortige Hoftheatermaler Günter Ludwig Walter, dessen Stelle als Vorstand im Malsaal er vier Jahre später übernahm; siehe Lit. A. Thiem: Emil Rieck - Maler in Moritzburg. - 1875 wurde er Theatermaler am Albert-Theater in Dresden. 1879 holte ihn der spätere Intendant Nikolaus Graf von Seebach als Theater- und Hofmaler Dekorationsmaler an das Königliche Hoftheater, heute die Dresdner Semperoper. - Als Theatermaler schuf Rieck zahlreiche und viel bewunderte Dekorationen für Theaterstücke und Oper. So gestaltete er für die am 9. Dezember 1905 uraufgeführte Richard Strauss Oper Salome, eine eindrucksvolle Bühnendekoration. Es war daher nicht verwunderlich, dass auch andere Bühnen sich für Riecks Arbeiten interessierten, wie etwa die Wiener Hofoper, für die der Maler Dekorationsentwürfe anfertigte. - Rieck war seit 1886 Mitglied im Sächsischen Kunstverein in Dresden.

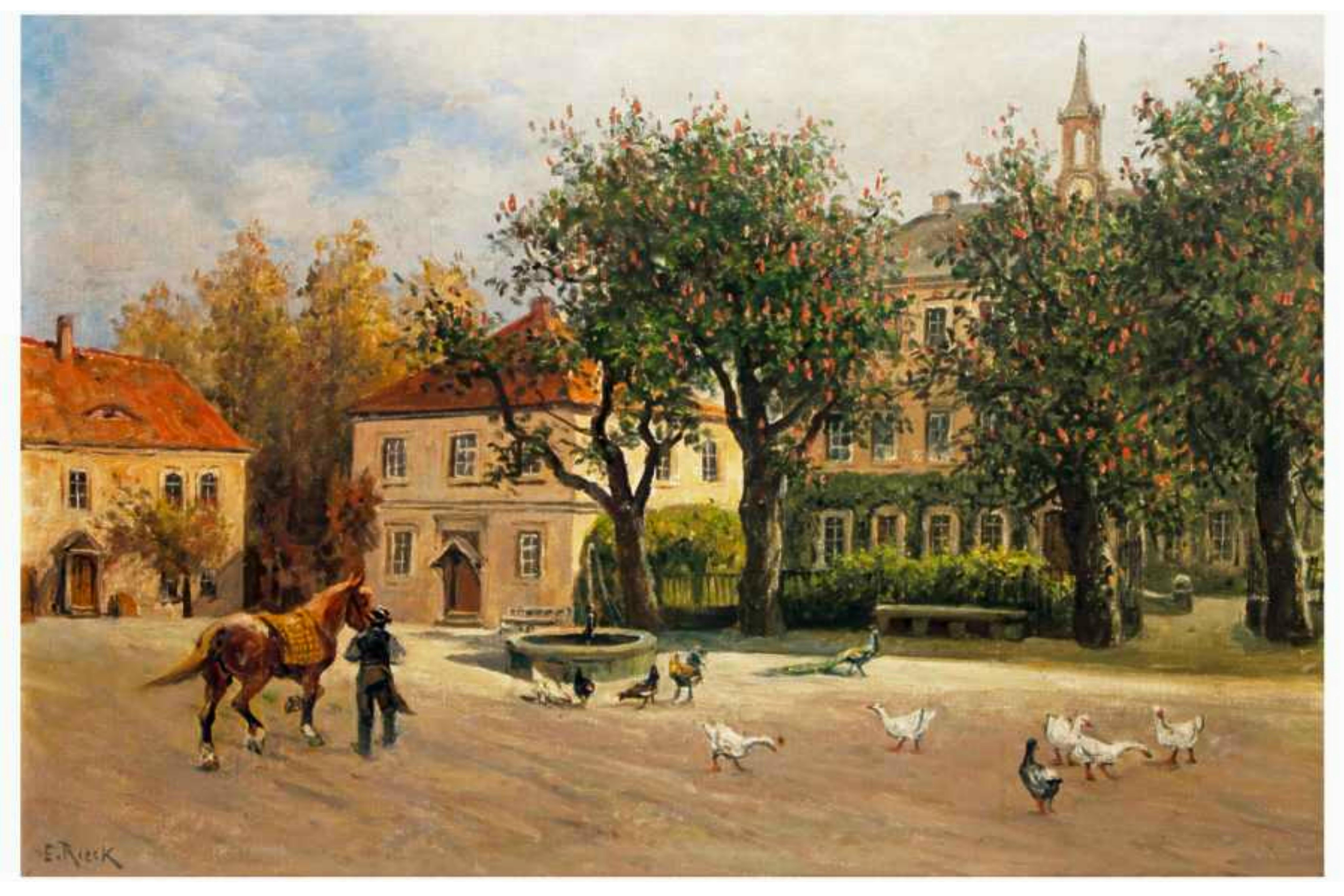
Schloss Lauterbach, Gutshof um 1903.

Die Bilder von Emil Rieck werden heute in zahlreichen deutschen und ausländischen Auktionshäusern gehandelt. Um hier einige zu nennen, sei auf angehängten Link verwiesen. Unter anderem gibt es in Moritzburg einige Gemälde, die sich in Privatbesitz befinden. Außerdem hängen Rieckbilder in der Moritzburger Stadtverwaltung im dortigen Rathaus in der Schloßallee und bei Prinz Alexander von Preußen, der seinerzeit ein Aquarell von dem Künstler erworben hat. Um 1900 schuf Rieck zwei Ansichten des Lauterbacher Schlosses, davon wurde die Vergrößerung eines Originalgemäldes 2014 an den dortigen Förderverein übergeben.
Rieck hat sich aber auch als Illustrator betätigt. So zeichnete er für das Druckerei- und Verlagshaus C. C. Meinhold & Söhne, Dresden, Ansichtskarten aus der Serie: Bazar für die leidende Kindheit. Diese stand unter dem Protektorat Ihrer Majestät der sächsischen Königin. Ferner zeichnete der Künstler Ansichtskarten für den Weltpostverein. Ein Beispiel zeigt eine solche Karte, die er für den Verein Dresdner Presse anlässlich dessen Ballfest von 1904 gemalt hat, Erika mit Sektglas, das lebensfrohe Bild einer Dame im großen Ballkleid.
Emil Rieck entschloss sich 1910 seinen Beruf als Theatermaler aufzugeben und sich ins Privatleben zurückzuziehen. Um diese Zeit verließ er Dresden um sich in Moritzburg nieder zu lassen. Ab 1913 wohnte er in seinem neu erbauten Haus in der heutigen August-Bebel-Straße Nummer acht. - Während der Moritzburger Zeit konnte der Maler jetzt ganz seiner Vorliebe für die Landschafts-, Tier- und Genremalerei nachgehen. In dieser Zeit entstanden die meisten seiner Werke. - Emil Rieck starb am 11. November 1939 und wurde auf dem Moritzburger Friedhof im Familiengrab beerdigt. Die Grabanlage befindet sich in der nordwestlichen Friedhofsecke unmittelbar neben dem Familiengrab des im gleichen Jahr verstorbenen Marinemalers Alexander Kircher.

## Ehrungen
In Moritzburg wurde die Emil-Rieck-Straße nach dem Maler benannt.

## Werke (Auswahl)
- Ein kapitaler Hirsch. Öl auf Leinwand, 107 × 74 cm.
- Hütten am Seeufer. Öl auf Leinwand, 32,5 × 46 cm.
- Dorfidyll am Cunnersdorfer Bach. Öl auf Malkarton, um 1910, 47 × 30,5 cm.
- Florenz. Aquarell, um 1900, 35,6 × 21,8 cm.
- Dresden Waldstück mit Damwildgruppe, in der Ferne Ansicht von Moritzburg. Öl auf Leinwand, 39 × 51 cm.
- Stechlin. Öl auf Leinwand, um 1900, 49 × 70 cm.
- Vorsorge der Pferde in sommerlichem Dorf. Öl auf Leinwand, 34 × 83 cm.
- Herbstliches Dresden Parklandschaft. Öl auf Leinwand, um 1909, 64 × 42,5 cm.
- Blick auf Dresden. Öl auf Leinwand, um 1900–1925, 52 × 41 cm.
- Kapitaler Hirsch führt Hirschkuh. Öl auf Leinwand, 53 × 75 cm.